# Rue Petit
La rue Petit est une rue du 19e arrondissement de Paris.

## Situation et accès
La rue Petit débute au 32, avenue de Laumière et au 94, rue de Meaux et se termine place du Général-Cochet et rue Manin.

## Origine du nom
Elle porte, depuis 1865, le nom du général d'Empire, Jean Martin Petit (1772-1856), qui reçut les adieux de Napoléon à Fontainebleau.

## Historique
Cette voie a été formée par un décret du 2 octobre 1865 par la réunion de : 
- la « rue du Dépotoir » ouverte, sur l'ancienne commune de la Villette, entre la rue de Meaux et la rue du Hainaut par un décret du 18 juin 1850 ;
- la « rue du Pré-Saint-Gervais », située sur la commune du Pré Saint-Gervais, entre le boulevard Sérurier et la rue du Hainaut et qui est tracée sur le plan de Roussel de 1730 sous le nom de « chemin du Pré-Saint-Gervais ».

Ces deux voies sont classées dans la voirie parisienne par un décret du 23 mai 1863 puis réunies sous la même dénomination par un décret du 2 octobre 1865.
En 1913, un logement social est créé au no 99, financé par la Fondation P. Lebaudy et conçu par l'architecte Koemptgen.
Le 30 janvier 1918, durant la première Guerre mondiale, le no 41 rue Petit est touché lors d'un raid effectué par des avions allemands.
Le 24 novembre 1957, le FLN-UGTA lance une grenade offensive contre la salle d'un café algérien situé au no 32.
Par un arrêté municipal du 27 juillet 1979, la partie de la rue Petit, comprise entre la rue Manin et le boulevard Sérurier, est englobée dans la place du Général-Cochet.
Le 5 mai 1986, une fillette de 11 ans est violée puis assassinée dans un immeuble du no 116. C'est le début de l'affaire Cécile Bloch.

## Bâtiments remarquables et lieux de mémoire
- Nos 19 à 23 : Immeubles de logements contemporains faisant partie d'un ensemble qui comprend également les immeubles des nos 3 et 5, rue du Rhin et 115, rue de Crimée (2001-2007, Patrick Berger[6] architecte), tous orientés vers le square Petit où les façades sont parées de briques rouges[7]. Leur construction avait pour but d'assainir « l'îlot Petit » jugé insalubre[8].
- Nos 25 à 31 : le square Petit a absorbé une grande partie du passage du Nord. Cette voie privée commençait au 25, rue Petit et s'étendait, en forme de U, sur une longueur de 140 m et 3,70 m de largeur pour aboutir au no 33 de cette même rue[9] (voir à ce numéro).

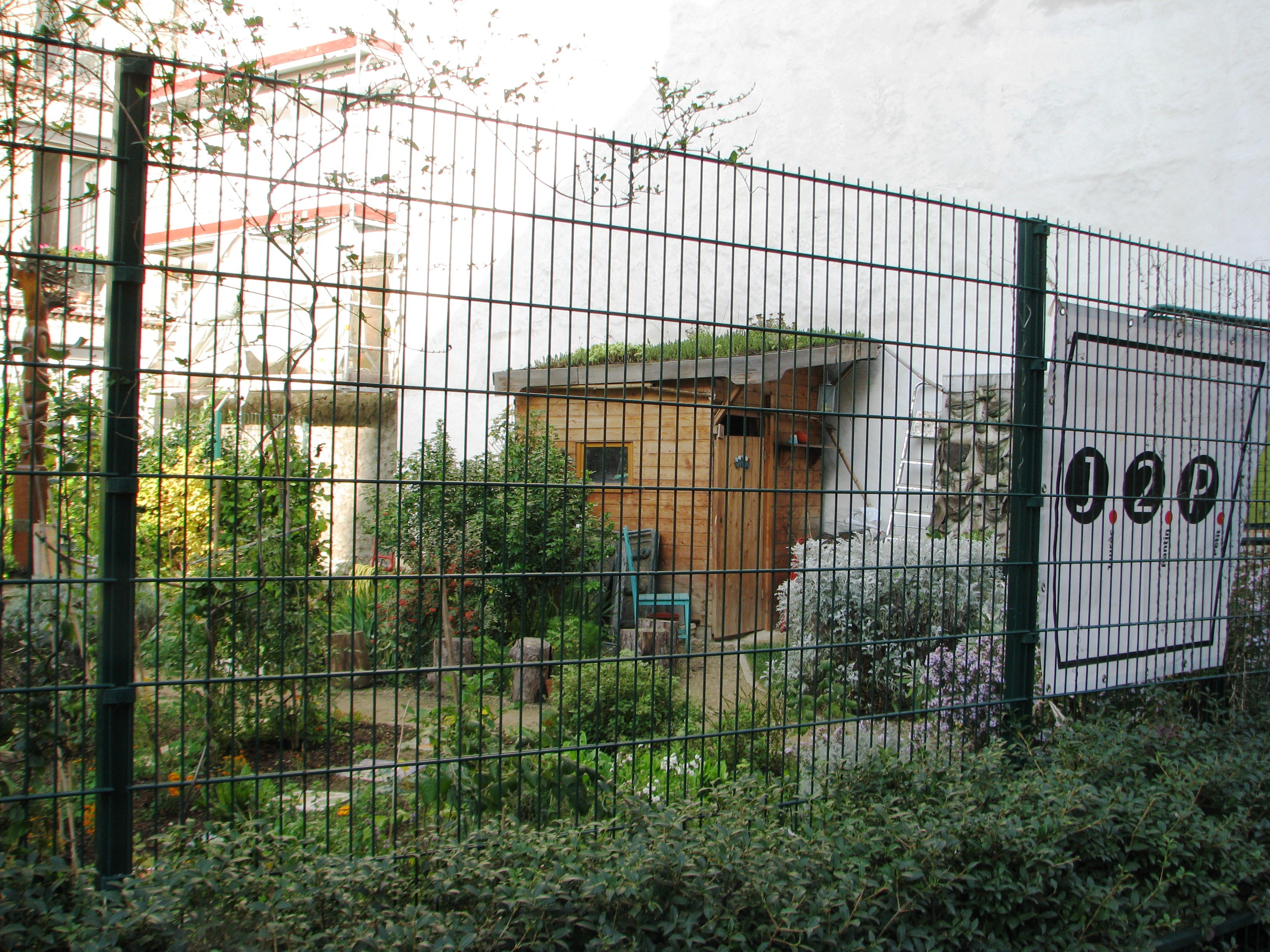
No 33 : jardin partagé.

- No 33 : passage du Nord et jardin partagé Les Petits Passages, ouvert en septembre 2007 sur une parcelle de 195 m2 qui avait été déblayée en 2002[10] dans le cadre de l'opération d'aménagement urbain Passage du Nord - rue Petit amorcée sous la mandature de Jean Tiberi à la mairie de Paris. Auparavant, la section du parti socialiste du 19e arrondissement avait son siège au 33, rue Petit[11] dans un bâtiment d'angle faisant retour sur le passage du Nord. De cet ancien passage, fortement affecté puis amputé dans l'opération de destruction[12] et d'aménagement, seule une maison subsiste[13].
- No 38 : passage Dubois.
- No 42 : bibliothèque Astrid-Lindgren (anciennement Crimée)[14].
- Nos 49 à 51 : le complexe scolaire Beth Haya Mouchka (2000, Francis Nordemann architecte) est le plus grand établissement judaïque d'Europe[réf. nécessaire], rassemblant plus de 1 650 élèves, de la maternelle au secondaire transformant le quartier culturellement et économiquement.

### Dans la culture
Un poème de Raymond Queneau : Tout naturellement, évoque cette rue.